# Julian Schmid
Julian Schmid (ur. 1 września 1999 w Oberstdorfie) – niemiecki kombinator norweski, srebrny medalista olimpijski, pięciokrotny medalista mistrzostw świata, czterokrotny medalista mistrzostw świata juniorów.

## Kariera
Po raz pierwszy na arenie międzynarodowej pojawił się 1 marca 2014 roku w Gérardmer, gdzie w zawodach juniorskich zajął czwarte miejsce. W 2018 roku wystąpił na mistrzostwach świata juniorów w Kandersteg, gdzie razem z kolegami z reprezentacji zdobył srebrny medal w sztafecie. Podczas rozgrywanych rok później mistrzostw świata juniorów w Lahti zwyciężył w zawodach metodą Gundersena na 5 km i sztafecie, a w Gundersenie na 10 km był drugi.
W zawodach Pucharu Świata zadebiutował 5 stycznia 2019 roku w Otepää, gdzie zajął 26. miejsce w Gundersenie. Tym samym już w swoim debiucie zdobył pierwsze punkty. W klasyfikacji generalnej sezonu 2018/2019 zajął 46. miejsce.

## Osiągnięcia

### Igrzyska olimpijskie
| Miejsce | Dzień     | Rok  | Miejscowość | Konkurencja           | Wynik zwycięzcy | Strata  | Zwycięzca      |
| ------- | --------- | ---- | ----------- | --------------------- | --------------- | ------- | -------------- |
| 8.      | 9 lutego  | 2022 | Zhangjiakou | Gundersen HS106/10 km | 25:07,7         | +50,2   | Vinzenz Geiger |
| 10.     | 15 lutego | 2022 | Zhangjiakou | Gundersen HS140/10 km | 27:13,3         | +1:00,8 | Jørgen Graabak |
| 2.      | 17 lutego | 2022 | Zhangjiakou | Sztafeta HS140/4x5 km | 50:45,1         | +54,9   | Norwegia       |

### Mistrzostwa świata
| Miejsce | Dzień     | Rok  | Miejscowość | Konkurencja                    | Wynik zwycięzcy | Strata  | Zwycięzca          |
| ------- | --------- | ---- | ----------- | ------------------------------ | --------------- | ------- | ------------------ |
| 2.      | 25 lutego | 2023 | Planica     | Gundersen HS102/10 km          | 24:36,3         | +19,4   | Jarl Magnus Riiber |
| 2.      | 26 lutego | 2023 | Planica     | Sztafeta mieszana HS102/4x5 km | 37:38,2         | +47,8   | Norwegia           |
| 2.      | 1 marca   | 2023 | Planica     | Sztafeta HS138/4x5 km          | 47:20,4         | +9,0    | Norwegia           |
| 6.      | 4 marca   | 2023 | Planica     | Gundersen HS138/10 km          | 23:42,6         | +1:31,0 | Jarl Magnus Riiber |
| 2.      | 28 lutego | 2025 | Trondheim   | Sztafeta mieszana HS102/4x5 km | 36:37,5         | +1:16,8 | Norwegia           |
| 4.      | 1 marca   | 2025 | Trondheim   | Kompakt HS102/7,5 km           | 17:13,4         | +3,7    | Jarl Magnus Riiber |
| 1.      | 7 marca   | 2025 | Trondheim   | Sztafeta HS138/4x5 km          | 50:37,7         | -       | -                  |
| 6.      | 8 marca   | 2025 | Trondheim   | Gundersen HS138/10 km          | 24:57,5         | +1:27,6 | Jarl Magnus Riiber |

### Mistrzostwa świata juniorów
| Miejsce | Dzień       | Rok  | Miejscowość | Konkurencja           | Wynik zwycięzcy | Strata | Zwycięzca          |
| ------- | ----------- | ---- | ----------- | --------------------- | --------------- | ------ | ------------------ |
| 2.      | 1 lutego    | 2018 | Kandersteg  | Sztafeta HS106/4x5 km | 56:33,0         | +47,8  | Austria            |
| 1.      | 23 stycznia | 2019 | Lahti       | Gundersen HS100/5 km  | 13:43,0         | -      | -                  |
| 1.      | 25 stycznia | 2019 | Lahti       | Sztafeta HS100/4x5 km | 53:16,4         | -      | -                  |
| 2.      | 27 stycznia | 2019 | Lahti       | Gundersen HS100/10 km | 28:16,8         | +12,2  | Johannes Lamparter |

### Puchar Świata

#### Miejsca w klasyfikacji generalnej
- sezon 2018/2019: 46.
- sezon 2019/2020: 32.
- sezon 2020/2021: 30.
- sezon 2021/2022: 12.
- sezon 2022/2023: 3.
- sezon 2023/2024: 12.
- sezon 2024/2025: 4.

#### Miejsca na podium
| Nr  | Data              | Miejscowość | Konkurencja             | Wynik zwycięzcy | Pozycja | Strata  | Zwycięzca          |
| --- | ----------------- | ----------- | ----------------------- | --------------- | ------- | ------- | ------------------ |
| 1.  | 12 grudnia 2021   | Otepää      | Gundersen HS97/10 km    | 23:33,2         | 3.      | +33,7   | Jarl Magnus Riiber |
| 2.  | 25 listopada 2022 | Ruka        | Gundersen HS142/5 km    | 12:02,2         | 1.      | -       | -                  |
| 3.  | 26 listopada 2022 | Ruka        | Gundersen HS142/10 km   | 24:26,7         | 2.      | +10,4   | Jarl Magnus Riiber |
| 4.  | 8 stycznia 2023   | Otepää      | Gundersen HS97/10 km    | 24:39,5         | 1.      | -       | -                  |
| 5.  | 27 stycznia 2023  | Seefeld     | Gundersen HS109/7,5 km  | 18:33,7         | 3.      | +14,1   | Jens Lurås Oftebro |
| 6.  | 28 stycznia 2023  | Seefeld     | Gundersen HS109/10 km   | 25:19,2         | 3.      | +22,7   | Johannes Lamparter |
| 7.  | 29 stycznia 2023  | Seefeld     | Gundersen HS109/12,5 km | 30:26,4         | 2.      | +16,5   | Johannes Lamparter |
| 8.  | 5 lutego 2023     | Oberstdorf  | Gundersen HS137/10 km   | 22:52,7         | 1.      | -       | -                  |
| 9.  | 11 marca 2023     | Oslo        | Gundersen HS134/10 km   | 23:40,4         | 2.      | +1:56,5 | Jarl Magnus Riiber |
| 10. | 12 marca 2023     | Oslo        | Gundersen HS134/10 km   | 22:45,7         | 3.      | +1:37,5 | Jarl Magnus Riiber |
| 11. | 29 listopada 2024 | Ruka        | Kompakt HS142/7,5 km    | 19:05,9         | 3.      | +3,8    | Jarl Magnus Riiber |
| 12. | 30 listopada 2024 | Ruka        | Gundersen HS142/10 km   | 23:56,8         | 2.      | +59,8   | Johannes Rydzek    |
| 13. | 7 grudnia 2024    | Lillehammer | Gundersen HS98/10 km    | 24:07,4         | 2.      | +36,7   | Jarl Magnus Riiber |
| 14. | 8 grudnia 2024    | Lillehammer | Kompakt HS140/7,5 km    | 17:44,0         | 2.      | +0,0    | Vinzenz Geiger     |
| 15. | 21 grudnia 2024   | Ramsau      | Gundersen HS98/10 km    | 24:10,3         | 3.      | +9,6    | Vinzenz Geiger     |
| 16. | 9 lutego 2025     | Otepää      | Kompakt HS97/7,5 km     | 16:53,5         | 3.      | +26,0   | Vinzenz Geiger     |
| 17. | 21 marca 2025     | Lahti       | Gundersen HS130/10 km   | 23:59,4         | 3.      | +41,6   | Johannes Lamparter |
| 18. | 22 marca 2025     | Lahti       | Gundersen HS130/10 km   | 23:09,0         | 2.      | +21,2   | Johannes Lamparter |

### Puchar Kontynentalny

#### Miejsca w klasyfikacji generalnej
- sezon 2016/2017: niesklasyfikowany
- sezon 2017/2018: 48.
- sezon 2018/2019: 12.
- sezon 2019/2020: nie brał udziału
- sezon 2020/2021: 7.

#### Miejsca na podium chronologicznie
| Nr | Data            | Miejscowość | Konkurencja              | Wynik zwycięzcy | Pozycja | Strata      | Zwycięzca         |
| -- | --------------- | ----------- | ------------------------ | --------------- | ------- | ----------- | ----------------- |
| 1. | 19 grudnia 2018 | Park City   | Gundersen HS100/10 km    | 25:35,8 min     | 3.      | +1,7 s      | Lukas Runggaldier |
| 2. | 20 grudnia 2018 | Park City   | Gundersen HS100/10 km    | 23:21,5 min     | 2.      | +30,2 s     | Taylor Fletcher   |
| 3. | 13 grudnia 2020 | Park City   | Start masowy HS100/10 km | 121,5 pkt       | 1.      | -           | -                 |
| 4. | 13 grudnia 2020 | Park City   | Gundersen HS100/10 km    | 25:55,8 min     | 1.      | -           | -                 |
| 5. | 14 marca 2021   | Niżny Tagił | Gundersen HS97/15 km     | 37:16,8 min     | 3.      | +1:50,5 min | Terence Weber     |

### Letnie Grand Prix

#### Miejsca w klasyfikacji generalnej
- 2017: niesklasyfikowany
- 2018: (38.)[9]
- 2019: 8. (15.)[10]
- 2021: (15.)[11]
- 2022: (10.)[12]
- 2023: (3.)[13]
- 2024: (16.)[14]

#### Miejsca na podium w zawodach indywidualnych
| Nr | Data             | Miejscowość    | Konkurencja           | Wynik zwycięzcy | Pozycja | Strata | Zwycięzca |
| -- | ---------------- | -------------- | --------------------- | --------------- | ------- | ------ | --------- |
| 1. | 26 sierpnia 2023 | Oberwiesenthal | Gundersen HS105/10 km | 27:18,7         | 1.      | -      | -         |
| 2. | 30 sierpnia 2023 | Oberstdorf     | Gundersen HS137/10 km | 25:43,4         | 1.      | -      | -         |

#### Miejsca na podium w zawodach drużynowych
| Nr | Data             | Miejscowość    | Konkurencja                            | Wynik zwycięzcy | Pozycja | Strata | Zwycięzca |
| -- | ---------------- | -------------- | -------------------------------------- | --------------- | ------- | ------ | --------- |
| 1. | 27 sierpnia 2022 | Oberwiesenthal | Sztafeta mieszana HS105/4x5 km         | 36:55,6         | 1.      | -      | -         |
| 2. | 27 sierpnia 2023 | Oberwiesenthal | Mieszany sprint drużynowy HS105/2x6 km | 24:03,6         | 2.      | +11,4  | Norwegia  |